# Madhuri Dixit
Pour les articles homonymes, voir Dixit.
Madhuri Dixit (माधुरी दीक्षित), née le 15 mai 1967 à Bombay (Maharashtra), est une actrice indienne.
Elle fait ses débuts au cinéma en 1984 dans Abodh et reçoit la reconnaissance publique grâce à son rôle de Mohini dans Tezaab. Depuis, elle a mené une importante carrière au cinéma à travers Ram Lakhan, Parinda, Dil, Hum Aapke Hain Koun...!, Raja et Devdas qui connaissent un grand succès populaire.
Ses qualités de comédienne et de danseuse en font une vedette renommée durant les années 1980 et 1990 et au début des années 2000. Certains personnalités voient en elle une réincarnation de l'actrice Madhubala. Outre les cinq prix de la meilleure actrice décernés lors des Filmfare Awards, elle est la récipiendaire de la Padma Shri dans le domaine artistique en 2008, quatrième plus haute distinction attribuée aux civils par le gouvernement dans l'Union Indienne.

## Jeunesse et vie privée
Madhuri Dixit est née le 15 mai 1967 à Bombay, dans l'état du Maharashtra, en Inde. Elle est la fille de Shankar et Snehlata Dixit, une famille marathi. Elle étudie la microbiologie à l'université de Bombay tout en pratiquant la danse traditionnelle kathak pendant plus de 7 ans.
Madhuri Dixit se marie en octobre 1999 avec le Dr Sriram Nene, un chirurgien vivant aux États-Unis, avec lequel elle a deux fils nés en 2003 et 2005[réf. nécessaire].

## Carrière

### Débuts (1986-1991)
Alors qu'elle tente de devenir microbiologiste, sa carrière débute en 1986 avec Abodh. Madhuri Dixit, alors top-model, n'envisage pas de s'investir sérieusement dans une carrière d'actrice. Mais deux ans plus tard, il n'est plus question de s'engager dans une autre voie : Tezaab la consacre auprès du public, alors qu'elle s'illustre par une scène de danse (« Ek-Do-Tin »). Son ascension se poursuit avec Ram Lakhan, Parinda puis Dil, film pour lequel elle obtient le Filmfare Award de la meilleure actrice.

### Succès (1992-2002)
La renommée de Madhuri Dixit est déjà bien établie lorsque sort Beta (1992) qui obtient 4 Filmfare Awards, dont ceux de la meilleure actrice pour Madhuri Dixit et du meilleur acteur pour son partenaire, Anil Kapoor. Interprétée par Madhuri Dixit, la chorégraphie sensuelle, voire érotique, associée à la chanson Dhak Dhak Karne Laga (Mon cœur fait boum-boum) est le sommet du film. Depuis, cette scène apparaît régulièrement dans le classement des 10 scènes les plus suggestives du cinéma indien. En 1993, l'actrice, que l'on surnomme désormais « Dhak Dhak Girl », joue aux côtés de Sanjay Dutt dans Khal Nayak. Le film est une nouvelle réussite, mais déclenche également la controverse. Tout d'abord au travers de la chanson Choli Ke Peeche Kya Hai ? (Que cache le corsage ?) dont les paroles à double sens sont jugées subversives. Ensuite quand Sanjay Dutt est accusé d'avoir des liens avec les auteurs des attentats du 12 mars 1993, ayant causé la mort de 257 personnes à Bombay. Quoi qu'il en soit, Madhuri Dixit n'a jamais été aussi populaire et le succès du film suivant, Hum Aapke Hain Koun...! lui octroie, outre le statut d'actrice indienne la mieux payée, un Filmfare Award de la meilleure actrice supplémentaire.
Raja (1995) perpétue le mythe de la « Dhak Dhak Girl », mais la roue tourne et le public commence à plébisciter d’autres actrices plus jeunes. Entre 1995 et 1999, les échecs s’accumulent, Mrityudand de Prakash Jha est bien accueilli par les critiques mais est boudé par les spectateurs, et seul Dil To Pagal Hai (Yash Chopra, 1997) fait recette.
En 2000 Madhuri Dixit renoue avec le succès commercial grâce à Pukar dans lequel elle retrouve Anil Kapoor ; la critique salue son interprétation et elle reçoit une nomination au Filmfare Award de la meilleure actrice. Dans Gaja Gamini première réalisation du peintre M.F. Husain, elle prend le risque d'incarner la muse de Léonard de Vinci, du poète Kalidadas et d'un photojournaliste, dans un film qui laisse le public indifférent et la critique partagée.
En 2002, elle tient le rôle d’une courtisane dans Devdas, aux côtés de Shahrukh Khan et Aishwarya Rai. Son talent et sa très grande maîtrise de la danse sont unanimement reconnus.

### Depuis 2007
Aaja Nachle (Anil Mehta, 2007) marque son retour au cinéma mais, si son interprétation lui vaut une nomination au Filmfare Awards dans la catégorie meilleure actrice battant ainsi son propre record, le film n'est guère apprécié du public.
L'actrice renoue avec le succès en 2013 à l'occasion du thriller Dedh Ishqiya dont elle partage la vedette avec Naseeruddin Shah et Huma Qureshi. Elle y incarne une veuve pleine de malice et de mystère à la recherche d'un nouveau mari. Cette interprétation est largement saluée par la critique et le film attire le public.

## Filmographie

### Au cinéma
| Année | Film                     | Rôle                                            | Réalisateur              | Partenaire(s)                                                               | Notes                                          |
| ----- | ------------------------ | ----------------------------------------------- | ------------------------ | --------------------------------------------------------------------------- | ---------------------------------------------- |
| 1984  | Abodh                    | Gauri                                           | Hiren Nag                | Tapas Pal                                                                   |                                                |
| 1985  | Awara Baap               | Barkha                                          | Sohanlal Kanwar          | Rajesh Khanna                                                               |                                                |
| 1986  | Swati                    | Anandi                                          | Kranthi Kumar            | Shashi Kapoor                                                               |                                                |
| 1986  | Manav Hatya              |                                                 | Sudarshan Rattan         | Akshay Anand                                                                |                                                |
| 1987  | Mohre                    | Maya                                            | Raghuvir Kul             | Nana Patekar, Anupam Kher                                                   |                                                |
| 1987  | Hifazat                  | Janki                                           | Prayag Raj               | Ashok Kumar, Nutan, Shakti Kapoor,Anil Kapoor                               |                                                |
| 1987  | Uttar Dakshin            | Chanda                                          | Prabhat Khanna           | Rajnikanth, Jackie Shroff                                                   |                                                |
| 1988  | Khatron Ke Khiladi       | Kavita                                          | Rama Rao Tatineni        | Dharmendra, Sanjay Dutt                                                     |                                                |
| 1988  | Dayavan                  | Neela Velhu                                     | Feroz Khan               | Vinod Khanna, Feroz Khan, Amrish Puri                                       |                                                |
| 1988  | Tezaab                   | Mohini                                          | N. Chandra               | Anil Kapoor                                                                 |                                                |
| 1989  | Vardi                    | Jaya                                            | Umesh Mehra              | Dharmendra, Sunny Deol, Jackie Shroff                                       |                                                |
| 1989  | Ram Lakhan               | Radha                                           | Subhash Ghai             | Anil Kapoor, Jackie Shroff, Dimple Kapadia, Raakhee, Paresh Rawal           |                                                |
| 1989  | Prem Pratigyaa           | Laxmi                                           | Bapu                     | Mithun Chakraborty                                                          |                                                |
| 1989  | Ilaaka                   | Vidya                                           | Aziz Sejawal             | Dharmendra, Mithun Chakraborty                                              |                                                |
| 1989  | Mujrim                   | Sonia                                           | Umesh Mehra              | Mithun Chakraborty, Nutan, Amrish Puri                                      |                                                |
| 1989  | Tridev                   | Divya Mathur                                    | Rajiv Rai                | Naseeruddin Shah, Sunny Deol, Jackie Shroff                                 |                                                |
| 1989  | Kanoon Apna Apna         | Bharathi                                        | Gopal B.                 | Dilip Kumar, Sanjay Dutt                                                    |                                                |
| 1989  | Parinda                  | Paro                                            | Vidhu Vinod Chopra       | Anil Kapoor, Jackie Shroff, Nana Patekar                                    |                                                |
| 1989  | Paap Ka Ant              |                                                 | Vijay Reddy              | Govinda                                                                     |                                                |
| 1990  | Maha-Sangram             | Jhumri                                          | Mukul Anand              | Govinda, Vinod Khanna                                                       |                                                |
| 1990  | Kishen Kanhaiya          | Anju                                            | Rakesh Roshan            | Anil Kapoor                                                                 |                                                |
| 1990  | Izzatdaar                | Mohini                                          | K.Bapayya et J. Hemambar | Dilip Kumar, Dharmendra                                                     |                                                |
| 1990  | Dil                      | Madhu Mehra                                     | Indra Kumar              | Aamir Khan                                                                  |                                                |
| 1990  | Deewana Mujh Sa Nahin    | Anita                                           | Nageshwara Rao Y.        | Aamir Khan                                                                  |                                                |
| 1990  | Jeevan Ek Sangharsh      | Madhu Sen                                       | Rahul Rawail             | Anil Kapoor, Raakhee                                                        |                                                |
| 1990  | Sailaab                  | Dr. Sushma Malhotra                             | Balraj Deepak Vij        | Aditya Pancholi                                                             |                                                |
| 1990  | Jamai Raja               | Rekha                                           | Kodanda Rami Reddy A.    | Hema Malini, Anil Kapoor, Anupam Kher                                       |                                                |
| 1990  | Thanedaar                | Chanda                                          | Raj N. Sippy             | Sanjay Dutt, Jeetendra, Jaya Prada                                          |                                                |
| 1991  | Pyar Ka Devta            | Devi                                            | K. Bapayya               | Mithun Chakraborty                                                          |                                                |
| 1991  | Khilaaf                  | Sweta                                           | Rajeev Nagpal            | Chunkey Pandey                                                              |                                                |
| 1991  | 100 Days                 | Devi                                            | Parto Ghosh              | Jackie Shroff                                                               |                                                |
| 1991  | Pratikar                 | Madhu                                           | Rama Rao Tatineni        | Anil Kapoor                                                                 |                                                |
| 1991  | Saajan                   | Pooja                                           | Lawrence D'Souza         | Salman Khan, Sanjay Dutt                                                    |                                                |
| 1991  | Prahaar                  | Shirley                                         |                          | Nana Patekar, Dimple Kapadia                                                |                                                |
| 1992  | Beta                     | Saraswati                                       | Indra Kumar              | Anil Kapoor                                                                 |                                                |
| 1992  | Zindagi Ek Jua           | Juhi                                            | Prakash Mehra            | Anil Kapoor, Shakti Kapoor, Anupam Kher                                     |                                                |
| 1992  | Prem Deewane             | Shivangi Mehra                                  | Sachin                   | Jackie Shroff, Pooja Bhatt, Vivek Mushran                                   |                                                |
| 1992  | Khel                     | Seema/Dr.Jadi Buti                              | Rakesh Roshan            | Anil Kapoor, Mala Sinha, Vijayendra Ghatge                                  |                                                |
| 1992  | Sangeet                  | Nirmala Devi & Sangeeta                         | K. Vishwanath            | Jackie Shroff                                                               |                                                |
| 1993  | Dharavi                  | Dreamgirl                                       | Sudhir Mishra            | Shabana Azmi, Om Puri, Anil Kapoor                                          |                                                |
| 1993  | Sahibaan                 | Sahibaan                                        | Ramesh Talwar            | Sanjay Dutt, Rishi Kapoor                                                   |                                                |
| 1993  | Khal Nayak               | Ganga (Gangotri Devi)                           | Subhash Ghai             | Sanjay Dutt, Jackie Shroff                                                  |                                                |
| 1993  | Phool                    | Guddi                                           | Srinivasa Rao Singeetham | Sunil Dutt, Rajendra Kumar                                                  |                                                |
| 1993  | Dil Tera Aashiq          | Sonia Khanna/Savitri Devi                       | Lawrence D'Souza         | Salman Khan                                                                 |                                                |
| 1993  | Aasoo Bane Angaarey      | Usha                                            | Mehul Kumar              | Bindu, Prem Chopra, Jeetendra                                               |                                                |
| 1994  | Anjaam                   | Shivani Chopra                                  | Rahul Rawail             | Shahrukh Khan                                                               |                                                |
| 1994  | Hum Aapke Hain Koun..!   | Nisha Choudhury                                 | Sooraj R. Barjatya       | Salman Khan                                                                 |                                                |
| 1995  | Raja                     | Madhu Garewal                                   | Indra Kumar              | Sanjay Kapoor, Paresh Rawal                                                 |                                                |
| 1995  | Yaraana                  | Lalita/Shikha                                   | David Dhawan             | Rishi Kapoor, Raj Babbar                                                    |                                                |
| 1995  | Paappi Devataa           | Reshma                                          | Harmesh Malhotra         | Jeetendra, Dharmendra, Jaya Prada, Amrish Puri                              |                                                |
| 1995  | Zameen                   |                                                 | Ramesh Sippy             |                                                                             | Pas sorti en salles                            |
| 1996  | Prem Granth              | Kajri                                           | Rajiv Kapoor             | Shammi Kapoor, Rishi Kapoor, Anupam Kher, Om Puri                           |                                                |
| 1996  | Raj Kumar                | Rajkumari Vishaka                               | Pankaj Parashar          | Anil Kapoor                                                                 |                                                |
| 1997  | Koyla                    | Gauri                                           | Rakesh Roshan            | Shahrukh Khan, Amrish Puri                                                  |                                                |
| 1997  | Mahaanta                 | Jenny Pinto                                     | Afzal Khan               | Sanjay Dutt                                                                 |                                                |
| 1997  | Mrityudand               | Ketki                                           | Prakash Jha              | Shabana Azmi, Ayub Khan, Om Puri                                            |                                                |
| 1997  | Mohabbat                 | Shweta Sharma                                   | Reema Rakeshnath         | Akshaye Khanna, Sanjay Kapoor                                               |                                                |
| 1997  | Dil To Pagal Hai         | Pooja                                           | Yash Chopra              | Shahrukh Khan, Karisma Kapoor                                               |                                                |
| 1998  | Bade Miyan Chhote Miyan  | Elle-même                                       | David Dhawan             | Amitabh Bachchan, Govinda, Raveena Tandon                                   | Caméo                                          |
| 1998  | Wajood                   | Apoorva Choudhury                               | N. Chandra               | Nana Patekar                                                                |                                                |
| 1999  | Aarzoo                   | Pooja                                           | Lawrence D'Souza         | Akshay Kumar, Saif Ali Khan, Paresh Rawal, Amrish Puri                      |                                                |
| 2000  | Pukar                    | Anjali                                          | Rajkumar Santoshi        | Anil Kapoor                                                                 |                                                |
| 2000  | Gaja Gamini              | Gaja Gamini/Sangita/Shakuntala/Monika/Mona Lisa | M.F. Husain              | Shahrukh Khan, Naseeruddin Shah, Shabana Azmi, Farida Jalal                 |                                                |
| 2001  | Yeh Raaste Hain Pyaar Ke | Neha                                            | Deepak Shivdasani        | Ajay Devgan, Preity Zinta                                                   |                                                |
| 2001  | Lajja                    | Janki                                           | Rajkumar Santoshi        | Manisha Koirala, Anil Kapoor, Jackie Shroff, Samir Soni                     |                                                |
| 2002  | Hum Tumhare Hain Sanam   | Radha                                           | K.S. Adiyaman            | Shahrukh Khan, Salman Khan                                                  |                                                |
| 2002  | Devdas                   | Chandramukhi                                    | Sanjay Leela Bhansali    | Shahrukh Khan, Aishwarya Rai, Jackie Shroff                                 |                                                |
| 2007  | Aaja Nachle              | Diya                                            | Anil Mehta               | Konkona Sen Sharma, Akshaye Khanna, Kunal Kapoor, Irfan Khan, Ranvir Shorey |                                                |
| 2013  | Bombay Talkies           | Elle-même                                       |                          |                                                                             | Apparition spéciale clip "Apna Bombay Talkies" |
| 2013  | Yeh Jawaani Hai Deewani  | Mohini                                          | Ayan Mukerji             |                                                                             | Apparition spéciale clip "Ghagra"              |
| 2014  | Dedh Ishqiya             | Shahi Begum                                     | Abhishek Chaubey         | Naseeruddin Shah, Arshad Warsi, Huma Qureshi                                | Suite du film Ishqiya                          |
| 2014  | Gulaab Gang              | Rajjo                                           | Anubhav Sinha            | Juhi Chawla, Mahi Gill, Tannishtha Chatterjee                               |                                                |
| 2019  | Kalank                   | Bahaar Begum                                    | Abhishek Varman          | Alia Bhatt, Varun Dhawan, Sanjay Dutt, Sonakshi Sinha, Aditya Roy Kapoor    |                                                |

### À la télévision
| Année | Série         | Rôle                      | Réalisateur                      | Partenaire(s) | Notes |
| ----- | ------------- | ------------------------- | -------------------------------- | ------------- | ----- |
| 2022  | The Fame Game | Anamika Anand/Vijju Joshi | Bejoy Nambiar et Karishma Kohli. |               |       |

## Récompenses
Filmfare Awards
1991 : Meilleure actrice pour Dil (1990)
1993 : Meilleure actrice pour Beta (1992)
1995 : Meilleure actrice pour Hum Aapke Hain Kaun (1994)
1998 : Meilleure actrice pour Dil To Pagal Hai (1997)
2003 : Meilleure actrice dans un second rôle pour Devdas (2002)
- Smita Patil Memorial Award

1996: Contribution au Cinéma Indien
Star Screen Awards
1995 : Meilleure actrice pour Hum Aapke Hain Kaun
1996 : Meilleure actrice pour Raja
1998 : Meilleure actrice pour Mrityudand
2003 : Meilleure actrice dans un second rôle pour Devdas
Zee Cine Awards
1998 : Meilleure actrice pour Dil To Pagal Hai
2002 : Meilleure actrice dans un second rôle pour Lajja